# ティクストラの聖体の奇跡
ティクストラの聖体の奇跡（ティクストラのせいたいのきせき）は、2006年にメキシコのティクストラで起こったとされる聖体の奇跡の事である。

## 概要
2006年10月21日、メキシコ南西部のゲレーロ州のティクストラの教区で行われていた黙想会で行われたミサの聖体拝領の時、配布されようとした聖別された聖体が赤みを帯びた物質を注ぎ出した。地元の司教アレホ・サバラ・カストロは神学委員会を設立。2013年10月12日、カストロ司教により正式に厳粛な宣言が行われ、現象が奇跡であると承認された。

## 調査
カストロ司教は、それが奇跡であるのかを判断するために4人の司祭で構成される調査委員会を設立し、17の宣誓証言すべてに同意した。神学委員会の設立後の2009年10月、ブエノスアイレスで起こった奇跡の調査を完了したリカルド・カスタニョン・ゴメス博士を招く。生化学および神経心理生理学、聖体を科学的に検査する調査は、メキシコ、グアテマラ、ボリビア、米国にある法医学、免疫組織化学、遺伝学を専門とするさまざまな研究所で検査されている3ミリメートルの断片の除去から始まった。科学的調査は2009年10月から2012年10月まで行われた。
試験結果：
分析された赤みがかった物質は血液である。ランチャーノの奇跡や聖骸布の場合のように、血液型はABに属する。心筋組織の性質の細胞繊維がある。ヒトDNAは存在するが、遺伝的プロファイルを導き出すことはできない。凝固した血液の表面の下で、まだ新鮮な血液が存在する（最初の現象から約4年が経過している）。聖体の中から血が噴き出した。収集時にまだ無傷で活動している白血球が存在する（白血球は非常に壊れやすい：人間の体外で、またはそれが死ぬと、数十分以内に消滅して溶解する。白血球は、それらが見られる組織が属する生物の活力を表現する）。